# Pierre Charles Sylvestre
Pour les articles homonymes, voir Sylvestre.
Pierre Charles Sylvestre est un homme politique français né le 5 novembre 1766 à Bordeaux (Gironde) et mort le 11 juin 1843 à Marmande (Lot-et-Garonne).
Avocat à Marmande, administrateur du district sous la Révolution, il est député de Lot-et-Garonne de 1815 à 1816, siégeant dans la minorité ministérielle de la chambre introuvable. Il est sous-préfet de Marmande en 1820, puis conseiller général en 1824.

## Sources
« Pierre Charles Sylvestre », dans Adolphe Robert et Gaston Cougny, Dictionnaire des parlementaires français, Edgar Bourloton, 1889-1891 [détail de l’édition]